# Johana Burgundská (1349)
Johana Burgundská (zemřela roku 1349) byla dcera Renauda Burgundského a jeho manželky, Guillemette z Neufchâtel.
Třikrát se vdala:
- Oldřich III. z Pfirtu, se kterým měla dvě dcery:

1. Johana z Pfirtu
2. Uršula

- Rudolf Hesso Bádenský, se kterým měla další dvě dcery:

1. Markéta
2. Adéla

- Vilém z Katzenelnbogen, manželství bylo bezdětné.

Když její bratr Othenin v roce 1339 bezdětný zemřel, ona a její manžel Rudolf zdědili panství Belfort a Héricourt.
Po smrti třetího manžela, rozdělila svůj majetek mezi své čtyři dcery.